# Neurochaeta primula
Neurochaeta primula är en tvåvingeart som beskrevs av Mcalpine 1993. Neurochaeta primula ingår i släktet Neurochaeta och familjen Neurochaetidae.
Artens utbredningsområde är Madagaskar. Inga underarter finns listade i Catalogue of Life.